# Michael Raucheisen
Michael Raucheisen   (Rain, 10 de febrer de 1889 - Beatenberg, 27 de maig de 1984) va ser pianista alemany i acompanyant de cantants.

## Vida i carrera
La música va ser heretada per al jove Michael. El seu pare, per vocació mestre vidrier, era organista, cap de cor de l'església i pedagog musical. El desenvolupament musical del seu únic fill va ser tan important per a la família que van abandonar la petita ciutat on vivien.
Des del 1902 Raucheisen va viure a Múnic i des del 1920 fins al final de la seva activitat pianística el 1958, a Berlín. Va estudiar a l'Escola Superior de Música de Múnic. Cap al 1906 va tocar el primer violí al "Prinzregententheater" i va ser organista a St. Michael. El 1912 va fundar el "musical Matinees" que s'ha fet famós.
Des de principis de la dècada de 1920 fins al final de la Segona Guerra Mundial, va ser acompanyant al piano per a molts cantants, inclosos Frida Leider, Erna Berger, Hans Hotter, Elisabeth Schwarzkopf, Karl Schmitt-Walter, Karl Erb, Heinrich Schlusnus i Helge Rosvaenge, a esmenta només algunes de les figures més destacades. Com a innovació, va tocar els seus acompanyaments amb la tapa del piano oberta, per tal d'obtenir un millor equilibri tonal entre la veu i l'instrument. El 1933 es va casar amb la soprano Maria Ivogün, després del seu divorci d'Erb. A partir del 1933 es va esforçar per crear un catàleg complet de cançons en alemany en enregistraments de gramòfon, per a la qual cosa, a partir del 1940, va esdevenir cap del departament de cançó i música de cambra del "Berlin Rundfunk", per a l'organització dels estudis allà. Després de la guerra se li va prohibir la feina durant alguns anys a causa de la seva col·laboració amb el règim nazi, i després només va aparèixer ocasionalment en públic. El 1958, després d'una gira amb èxit amb Schwarzkopf, va tornar a la vida privada i es va traslladar amb Ivogün a Suïssa. Amb motiu del seu 95è aniversari, se li va concedir la ciutadania lliure de la ciutat de Rain. Ell i la seva dona (que el van sobreviure durant tres anys) estan enterrats al cementiri municipal de Rain.